# Negrilești, Teleorman
Negrilești este un sat în comuna Scurtu Mare din județul Teleorman, Muntenia, România. Se află în partea de nord a județului,  în Câmpia Găvanu-Burdea. La recensământul din 2002 avea o populație de 244 locuitori.